# Blue Accelerator

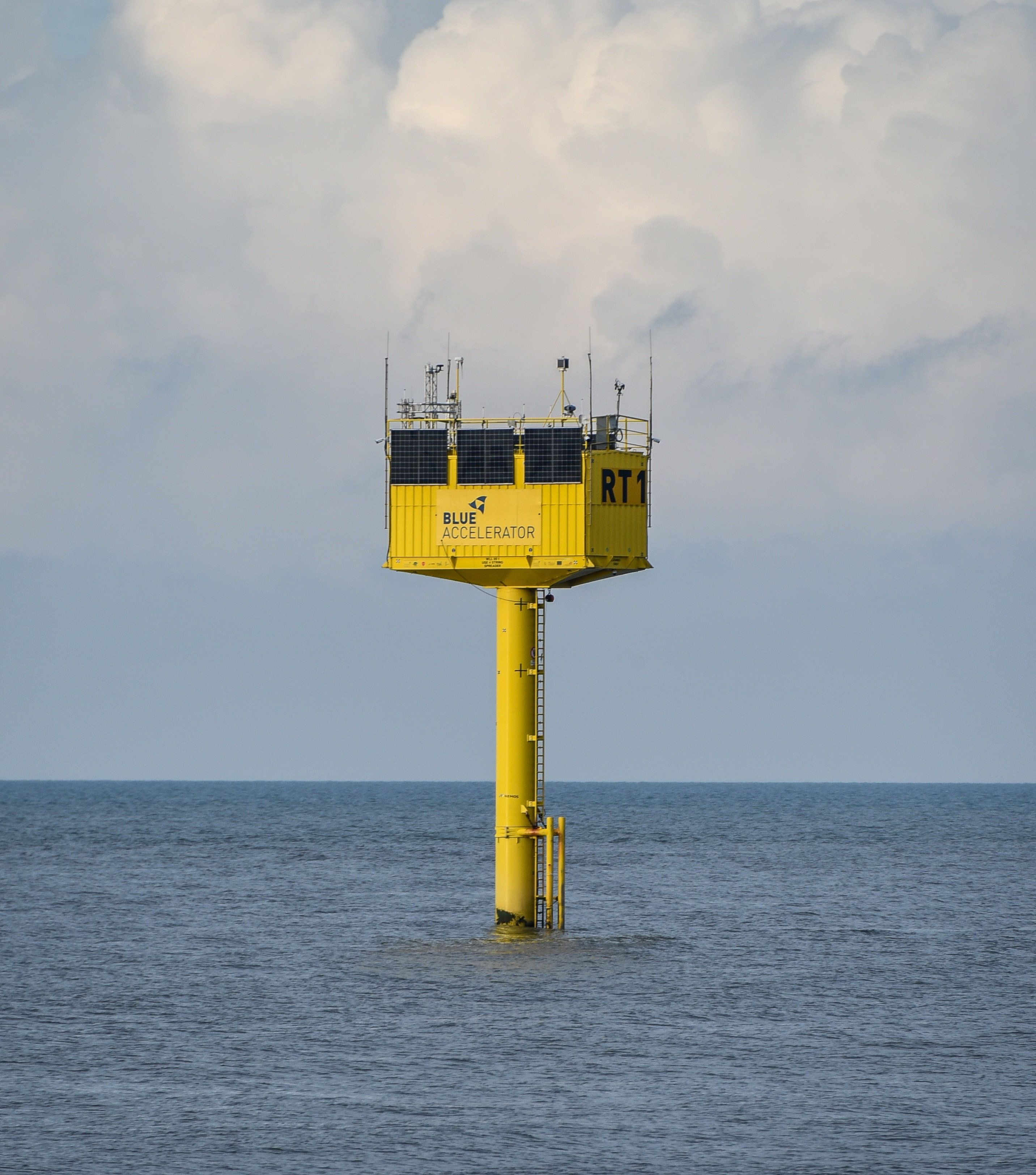
Blue Accelerator

Blue Accelerator is een innovatie- en ontwikkelingsplatform voor de ondersteuning van de sector van de blauwe energie. Het is een initiatief van de provincie West-Vlaanderen. Het initiatief werd in 2018 goedgekeurd door de Vlaamse regering.
Het is een container met een laboratorium die geplaatst is op een diep in de zeebodem geheide paal. Het platform bevindt zich 500 m voor de haven van Oostende. Dit veelzijdig test- en demonstratieplatform heeft een veilige testzone eromheen, waar geen ander scheepvaartverkeer is toegestaan. 
Het biedt faciliteiten voor de industrie, grote en kleine bedrijven, projectontwikkelaars, consortia, en kennisinstellingen. Onder meer golfconvertoren, drijvende platforms voor zonne-energie, platforms voor meervoudig gebruik, bijv. met aquacultuur, balans van systeemcomponenten, testen van kabels en connectoren, corrosie, tot drones, robotica en AUV's kunnen hier worden getest onder zee-omstandigheden.
Het VLIZ, de Gentse universiteit, VIVES University of Applied Science, TUA West en VITO zijn betrokken bij dit project.